# Разделение на властите
Разделението на властите е доктрина, според която трите функции на държавното управление – законодателна, изпълнителна и съдебна – трябва да бъдат разделени и изпълнявани от различни органи, определени от конституцията. Изпълнителната, законодателната и съдебната власт се осъществяват от независими институции, но в своите отговорности те взаимно се контролират. Тези клонове на държавното управление са автономни, но все пак са взаимообвързани, без да са подчинени един на друг. Разделението на правомощията е такова, че не може единият клон на властта да упражнява власт, която влиза в отговорностите на друг клон. Съдебната власт не е зависима от политическо влияние при осъществяване на функциите си и е с осигурена мандатност.

## Развитие на концепцията
На Аристотел в неговата Политика е приписвано първото споменаване на идеята за смесено управление, на която може да бъде гледано като на предшественик в на разделението на властите. В смесеното управление се говори за комбинация от демокрация и аристокрация. Полибий дава пример за Рим като смесено управление под формата на сенат, консул и комиции в неговите Истории (книга 6, 11 – 13).
Теорията за разделение на властите е формулирана от Шарл дьо Монтескьо през 1748 г. Принципът на разделение на властите е възприет от всички съвременни демократични конституции. Учението на Монтескьо за разделение на властите съдържа две основни начала: първо, той обособява три власти: законодателна, съдебна и изпълнителна, които трябва да бъдат независими; второ, за да няма възможност за злоупотреба с властта, е необходимо да има баланс на властите.
Ако властите са обединени, би съществувал произвол. Затова те трябва да бъдат разпределени между различни институции. Ако законодателната и изпълнителната власт са съсредоточени в едно лице, не може да има свобода. Не може да има свобода и ако съдебната власт не е отделена от законодателната и изпълнителната.
Според Монтескьо законодателната власт е общата воля на държавата, а изпълнителната се грижи за изпълнението на тази воля. Законодателната власт би трябвало да принадлежи на целия народ, но понеже това е невъзможно, е необходимо народът чрез свои представители да прави това. Изводът, който Монтескьо прави е, че: народът „трябва да участва в управлението само като избира свои представители; това е напълно по силите му.“
Представителното събрание трябва да създава закони и да наблюдава за това законите да се изпълняват.
Изпълнителната власт трябва да бъде съсредоточена в монарха. Политическият идеал на Монтескьо е конституционна монархия.
Съдебната власт, според Монтескьо, е най-малко власт. Тя е съсредоточена в ръцете на независимия съд. Това е висококомпетентен орган, затова не може да бъде овластяван пряко. Поради тази причина се овластява от другите власти.
Целта на разделението на властите се състои в това да има политическа свобода, с други думи да няма тирания; да не се злоупотребява с властта; властите трябва да се възпират една друга, т.е. да има контрол от страна на гражданите; да се защити свободата като се изключи възможността един човек да обедини всички власти в ръцете си; да са в интерес на гражданите; разделението на властите цели ефективното и резултатно функциониране на управлението, тъй като се предполага, че различните видове институции осъществяват по-добре определени функции, отколкото други институции. Смята се например, че единна изпълнителна власт, водена от премиер или президент, по-добре може да работи за прилагането на законите, отколкото законодателната власт, изградена от много индивиди, представящи различни интереси и идеи.
В управлението на една страна и трите власти играят еднакво важна роля. Гражданите избират малцинство (представители), което да управлява мнозинството, но хората са тези, които овластяват своите представители.
В конституциите на съвременните държави не се среща абсолютно разделение на властите (например някъде на изпълнителната власт са дадени големи законотворчески правомощия), но в конституциите на демократичните държави този принцип се спазва в много голяма степен.
| Функция                                                | Органи на управление                                                         |
| ------------------------------------------------------ | ---------------------------------------------------------------------------- |
| Законодателна власт (създава законите)                 | Двукамарен парламент: долна камара (народът) и горна камара (аристокрацията) |
| Изпълнителна власт (следи за изпълнението на законите) | Монархът                                                                     |
| Съдебна власт                                          | Независим съд                                                                |